# Herman-Hartmut Weyel

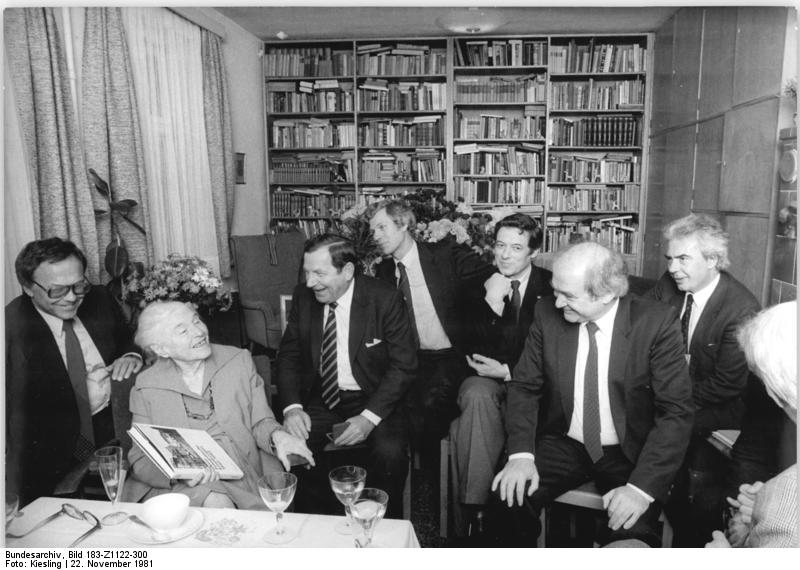
1981 Anna Seghers reçoit la citoyenneté d'honneur de sa ville natale Mayence, Weyel a la centre

Herman-Hartmut Weyel, né à Prenzlau le 20 juillet 1933 et mort le 28 novembre 2021, est un homme politique allemand membre du SPD, qui fut bourgmestre de Mayence.

## Biographie
Après des études de droit public, il travaille comme Juriste administratif de 1962 à 1982 au ministère de la Justice de Rhénanie-Palatinat. Depuis 1969, il a été élu membre du conseil de la ville de Mayence. Il a repris en 1979 la présidence du groupe parlementaire SPD, qu'il a occupé jusqu'à son élection comme adjoint en 1983. En 1986, il a été élu par une large majorité comme successeur du bourgmestre Jockel Fuchs (entrée en fonction en 1987).  Jusqu'à sa mort, Weyel a été président de l'association "Vereintes Mainz" (Mayence unie), qui s'efforce d'obtenir la réintégration des Quartiers de Mayence sur la rive droite du Rhin.

## Bourgmestre de Mayence
Herman-Hartmut Weyel, bourgmestre de Mayence depuis 1987 a été réélu en 1992. 
Le 21 octobre 1978 Robert Poujade, maire de Dijon, signe à Mayence une déclaration d'intention, pour le 20e anniversaire du jumelage Mayence-Dijon.

## Événements durant son mandat
1988
- Fondation du casino de Mayence

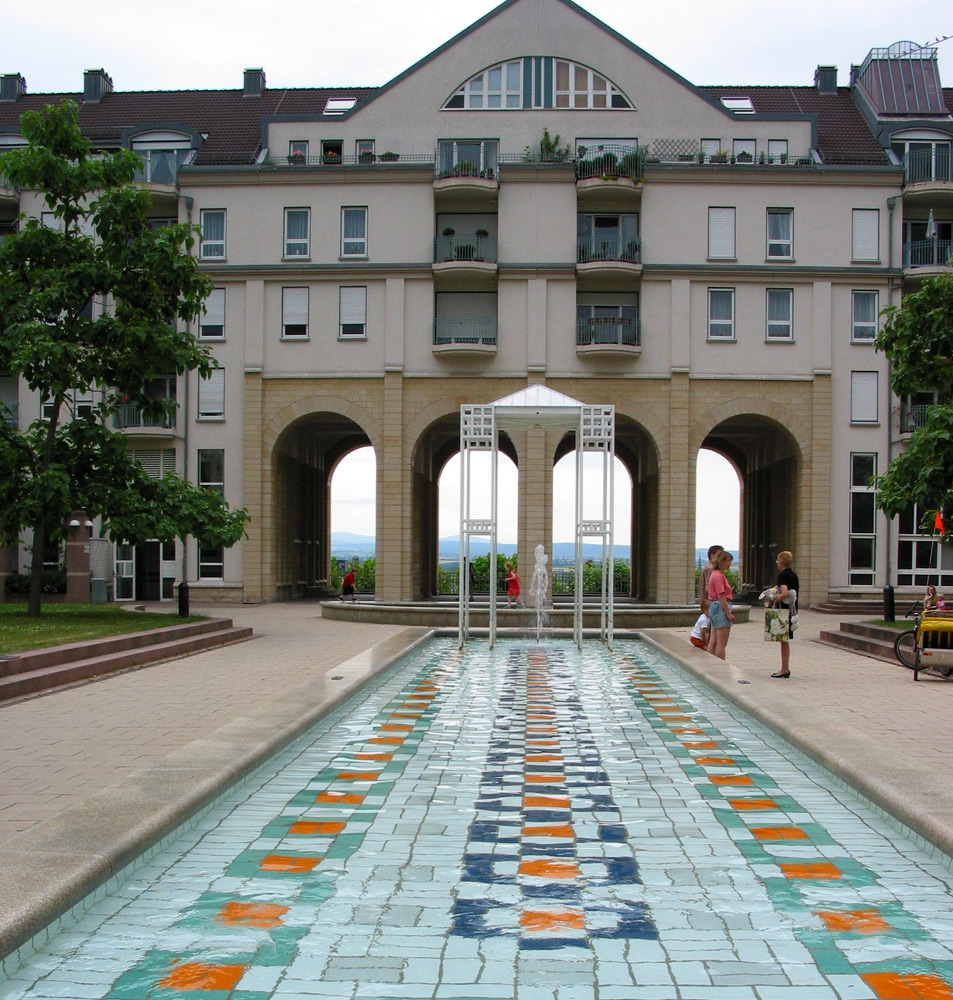
Construction de logements sur le Kästrich

- Mise sous protection de la zone monumentale "An der Favorite - Karthaus" comme exemple de construction de lotissements et de villas du début du XXe siècle (le fort Kartaus a été rasé en 1922).
- 1989-1994 Coopération rouge-verte à Mayence
- 1989 Ensemble résidentiel Kästrich

1991
- Mise sous protection de la zone monumentale "Am Judensand 57-69", ancien "Friedenspulvermagazin Nr. 20" (Alte Patrone)
- Frankfurter Hof
- Inauguration d'un centre pour personnes âgées sur le Frankenhöhe
- Inauguration du Sat.1 centre de diffusion
- Pose de la première pierre des nouveaux studios Südwestfunk dans la Wallstraße
- Inauguration du centre social St. Rochus à Mombach.
- Inauguration d'un nouveau bâtiment de service pour la Wasser- und Schifffahrtsdirektion Südwest.
- Départ et dissolution du 3e bataillon de la 8e division d'infanterie américaine des Caserne Mangin de Gonsenheim.

1992
- Les BFE Studio et Medien Systeme s'installent à Gonsenheim.
- Départ et dissolution du 118e bataillon de soutien des Lee Barracks Gonsenheim
- Un plan d'aménagement pour la zone autour du Winterhafen est présenté.
- Création du cercle d'amitié Mainz-Louisville
- Revalorisation de la représentation française en Consulat général français.
- Mise sous protection de la zone monumentale "Weißliliengasse/Willigisstraße".
- Mise sous protection de la zone monumentale "Uferstraße/Tour de poisson".
- Mise sous protection de la zone monumentale "Fischergasse/Rotekopfgasse".
- Mise sous protection de la zone de monuments "Peter-Cornelius-Platz".

1993
- Layenhof
- "Mayence historique" (identification des bâtiments historiques par des panneaux)
- Mise sous protection de la cité Baentschstraße.
- Réaménagement de la place de l'évêché
- Inauguration de la nouvelle Caserne de pompiers 1 à Bretzenheim
- Premier coup de pioche pour la petite maison du Théâtre d'État de Mayence.
- Mise sous protection de la zone monumentale "Bretzenheimer Mühle".
- Mise sous protection de la zone monumentale "Fort Joseph" dans la deuxième ceinture fortifiée.
- Mise sous protection de la zone de monuments "Fort Weisenau" du troisième anneau de la forteresse
- Mise sous protection de la zone de monuments "Jakobsbergstraße" anciennement des maisons à loyer appartenant au monastère de l'abbaye bénédictine St. Jakob

1994
- Musée de la Navigation antique

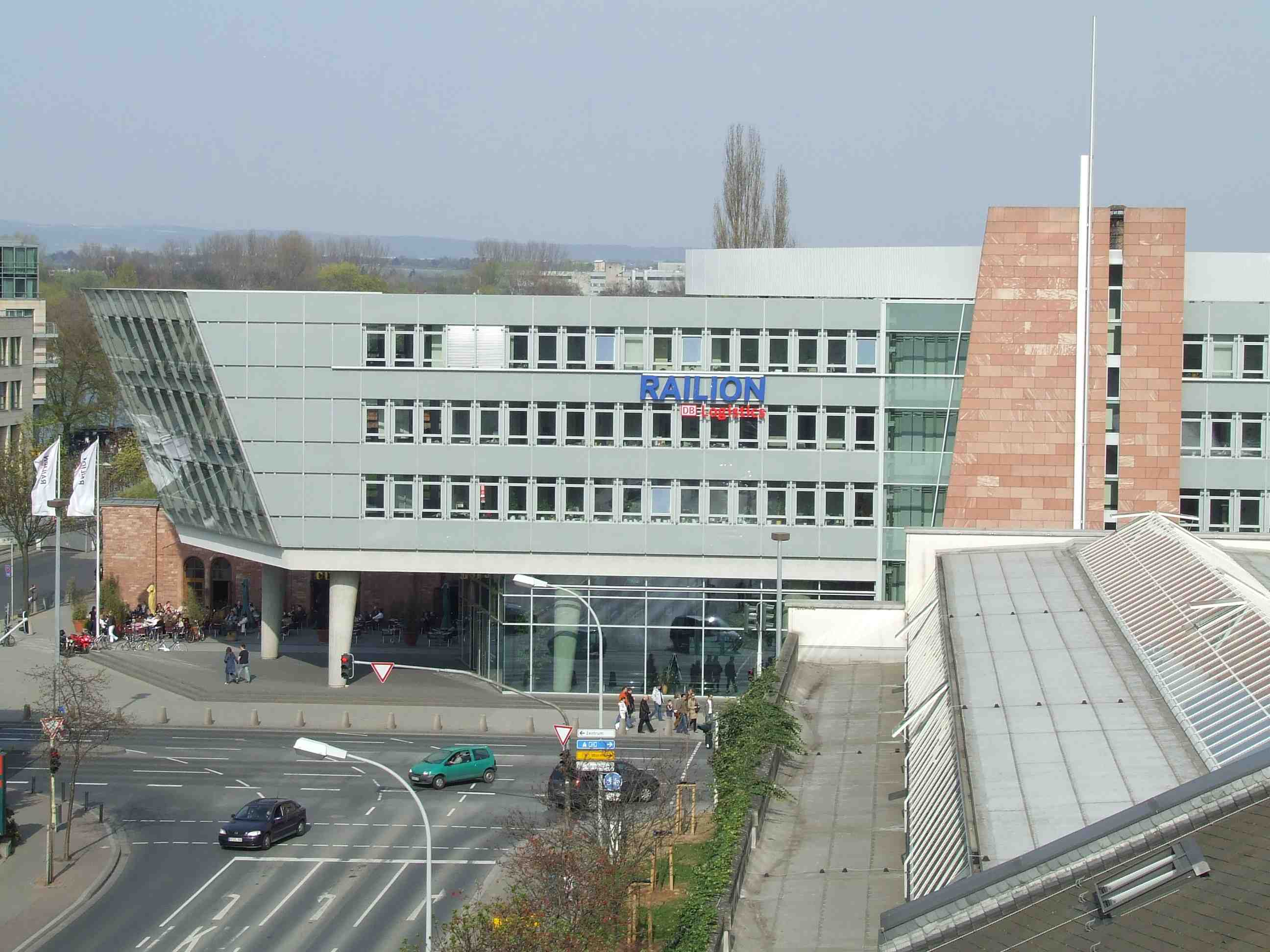
Ancien bâtiment de la DB-Cargo à Mayence

- Aménagement des berges du Rhin au sud du centre-ville : Fort-Malakoff-Park, Hyatt-Hotel, DB-Cargo-Zentrum
- Mise sous protection de la zone des monuments historiques "Südöstliche Altstadt". Les bâtiments profanes et religieux illustrent l'histoire de la ville du début du Moyen Âge jusqu'au XIXe siècle.

1997
- Mise sous protection de la zone monumentale "Kästrich 9-47" le long du mur médiéval de la ville.

## Distinctions
- Officier de l'ordre du Mérite de la République fédérale d'Allemagne, en 2005